# Голый, Эмил Вацлав
Эмил Вацлав Голый (чеш. Emil Václav Holý, в России Эмилий Вячеславович Голи; 18 февраля 1885, Нова-Вес, район Колин — 21 марта 1968, Прага) — чешский скрипач и музыкальный педагог.
Окончил школу в Колине и сельскохозяйственное училище в Хрудиме. Затем поступил в Пражскую консерваторию, где учился в 1902—1907 гг. у Яна Маржака, затем у Штепана Сухого. После этого отправился в Москву совершенствовать своё мастерство под руководством Ивана Гржимали (1908—1910).
С 1910 г. преподавал в Воронеже в музыкальных классах местного отделения Русского музыкального общества (ныне Воронежский музыкальный колледж); концертировал в регионе как солист и ансамблист (в составе фортепианного трио с Вальтером Георги и Константином Миньяр-Белоручевым). В 1912 г. сменил Миньяр-Белоручева во главе классов, преобразованных в Воронежское музыкальное училище, и был его директором до 1919 года. Сотрудничал также как музыкальный критик в газете «Воронежский телеграф» (1910—1914), опубликовал свои редакции этюдов Родольфа Крейцера. После революции вёл курсы пения и скрипки для красноармейцев.
По возвращении в Чехословакию в 1920—1965 гг. преподавал в музыкальной школе имени Бедржиха Сметаны в Пльзене, до 1945 г. был её директором. Автор ряда статей, в том числе статьи «О советской музыке» (чеш. O sovětské hudbě), напечатанной как приложение к чешскому переводу книги Даниэля Житомирского «Русские композиторы XIX — начала XX веков» (1947). Состоял в Обществе чехословацко-советской дружбы, в издательстве которого в 1960 г. вышла брошюра Голого «Музыка, которая сближала» (чеш. Hudba, která sbližovala).